# Jankowo (powiat inowrocławski)
Jankowo – wieś w Polsce, położona w województwie kujawsko-pomorskim, w powiecie inowrocławskim, w gminie Pakość.

## Podział administracyjny
W latach 1975–1998 miejscowość należała administracyjnie do województwa bydgoskiego.

## Demografia
Według Narodowego Spisu Powszechnego (2011) wieś liczyła 262 mieszkańców. Jest szóstą co do wielkości miejscowością gminy Pakość.

## Dawna nazwa
Na wniosek dziedzica barona von Rheinbaben podczas okupacji przemianowano nazwę Jankowo na Adolfinenhof, od imienia dziedziczki majoratu, Adolfiny Strussberg.

## Geografia
Wieś leży 2,5 km na południe od Pakości w stronę Strzelna, wzdłuż Jeziora Pakoskiego, jadąc w kierunku Mogilna drogą wojewódzką nr 255.

## Wyspa - Gród Jankowo
W latach 70. XX wieku przeprowadzono archeologiczne badania ratunkowe na terenie przyszłego zalewu, który miał powstać po wybudowaniu tamy/grobli na Jeziorze Pakoskim, przez co wyspa dziś jest częściowo podtopiona na skutek spiętrzenia wody. Przeprowadziły je Państwowe Pracownie Konserwacji Zabytków Oddział w Poznaniu i Pracownia Archeologiczno-Konserwatorska, a koordynacją zajmował się Wojewódzki Konserwator Zabytków w Bydgoszczy. W wyniku poszukiwań powierzchniowo-sondażowych wzdłuż brzegów jeziora odkryto ponad 100 stanowisk archeologicznych. Pochodziły one z różnych okresów chronologicznych, od wczesnego neolitu do późnego średniowiecza.
Na wyspie Jeziora Pakoskiego w Jankowie na przełomie okresu halsztackiego C (650-500 lat przed n.e.) i halsztackiego D (500-400 lat przed n.e.) ludność kultury łużyckiej zbudowała gród w kształcie elipsy o wymiarach 125 × 150 m, otoczony wałem skrzyniowym.
Założenia grodu były inne, niż np. w Biskupinie, gdyż zabudowa koncentrowała się wokół placu centralnego, niezabudowanego, na którym stwierdzono podczas wykopalisk kilka warstw bruku kamiennego. Domostwa usytuowane były w rzędach obok siebie. W kilku przypadkach odkryto wąskie przejścia między nimi. Ściany domów zbudowane były z drewna, czasem z belek, częściowo w technice plecionkowej. Podłogi zastępowały klepiska z ubitej gliny. W każdym domu było palenisko otwarte, ułożone z kamieni wylepionych gliną. W kilku odkryto piece o konstrukcji zamkniętej z kopułami glinianymi, zbudowanymi na szkieletach drewnianych. Wewnątrz domów, poza dużą liczbą ceramiki i kości zwierzęcych, znaleziono sporo przedmiotów codziennego użytku: motyki i sadzaki rogowe do uprawy ziemi, kościane i rogowe groty strzał, kamienie żarnowe i rozcieracze kamienne. Z narzędzi do obróbki skóry i tkanin były skrobacze z żeber zwierzęcych, szydła i igły rogowe i kościane, przęśliki gliniane i ciężarki z krosen. Znaleziono ponadto znaczną ilość półfabrykatów rogowych, fragment glinianej dyszy do podsycania ognia i przetopione bryłki brązu, świadczące o miejscowej wytwórczości metalurgicznej.
Poza wałem obronnym, na wschodnim brzegu wyspy, odkryto konstrukcje drewnianą wskazującą na istnienie w tym miejscu ulicy, którą można było dość do grodu. Przy pogłębianiu dna jeziora, w odległości 500 m na północ od wyspy odkryto kilkanaście pali wbitych przy brzegu jeziora. Mogły one stanowić przyczółki mostowe, które umożliwiały dotarcie do grodu.

## Pałac w Jankowie
Neogotycki pałac w Jankowie barona von Rheinbaben z zespołem parkowym na terenie parku krajobrazowego położony na zboczach opadających wzniesień, przy pięknym jeziorze. Pałac został wybudowany około 1880 r. przez architekta z kręgu K.F. Schinkla na wydłużonym, nieregularnym rzucie z kwadratową wieżą i wieżyczkami w narożach. Od frontu i w elewacji ogrodowej pałacu znajduje się kolumnowy ganek przykryty tarasem ze sklepieniami krzyżowymi. Wieża zwieńczona ażurową loggią i basztą z ażurową attyką, a bryła pałacu zwieńczona krenelażem i wieżyczkami sterczynowymi. Obiekt prawdopodobnie miał 99 pokoi. Pałac przepięknie prezentował się w otoczeniu okalającego go parku angielskiego. Park zaprojektował planista założeń pałacowo-parkowych - Johann Larass, który przybył do Polski z Niemiec, a osiedliwszy się w Bydgoszczy, rozpoczął od lat 60. XIX wieku szeroką działalność.

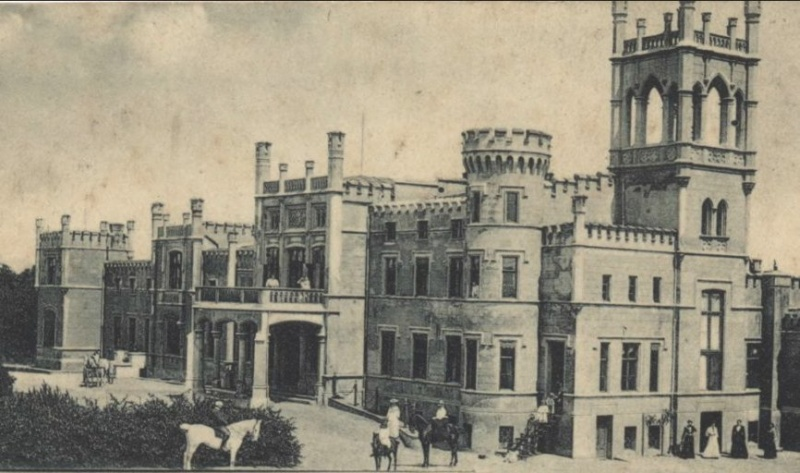
Pałac, pocz. XX w.
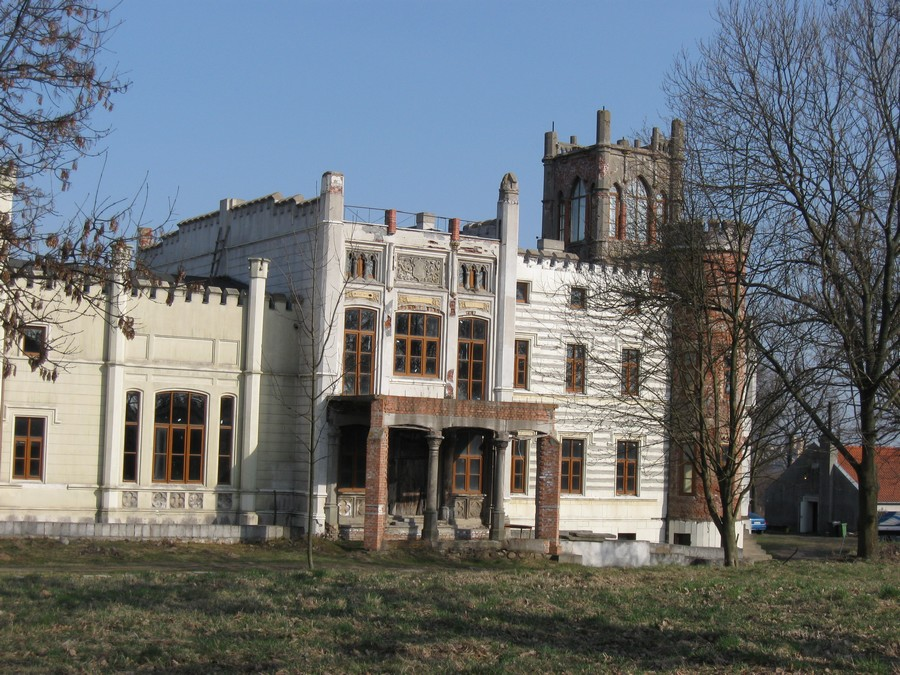
Pałac, pocz. XXI w.

Park o powierzchni 7,8 ha zajmuje cały obszar nieruchomości. Rośnie tam 900 okazałych i rzadkich drzew należących do 43 gatunków. Z drzew przeważają jesion, klon, lipa, jawor. Występują też dąb żółtolistny, buk purpurowy, kłęk kanadyjski, miłorząb dwuklapowy. Rozległe trawniki, płaczące wierzby, zielone mury różnych krzewów, lustra 3 stawów i jeziora stanowią piękny widok z wieży pałacowej. Zachowana w zbiorach bibliotecznych Uniwersytetu Adama Mickiewicza w Poznaniu pocztówka z początku XX w. daje obraz tej przepysznej magnackiej rezydencji. W regionie pogranicza kujawsko-wielkopolskiego była to największa na tamte czasy budowla pałacowa, która swą kubaturą nie miała sobie równych. Obecnie mocno zaniedbany i podniszczony obiekt wpisany jest do rejestru Wojewódzkiego Konserwatora Zabytków.

### Historia właścicieli
Założycielem majoratu Jankowo zapewne był Albert Heppner. Miał on córkę Adolfinę, która urodziła się w Jankowie 21 kwietnia 1868. Poślubiła ona Paula Strussberga, z którym miała córkę Ilzę. Paul wybudował neogotycki pałac i zlecił zagospodarowanie wyspy. Ilza w 1913 r. poślubiła 24-letniego barona Fryderyka von Rheinbaben pochodzącego z Frankfurtu nad Menem. Ten był prawnukiem barona Augusta von Rheinbaben i reprezentował starą niemiecką arystokrację. Pałac w Jankowie poprzez szerokie kontakty towarzyskie właścicieli gościł niemiecką arystokrację i polityków. Sami Rhrinbabenowie wyjeżdżali często w głąb Niemiec, gdzie ich dzieci pobierały naukę. Fryderyk był rotmistrzem 10. regimentu ułanów z Cylichowej (obecnie Sulechowa). Podobnie jak wielu innych ziemian stronił od polityki, a od 1920 r. należał do zakonu joannitów. Małżonkom Rheinbaben urodziła się w 1914 r. w Berlinie córka Urszula, a po powrocie w 1919 r. do Jankowa syn Ivo. Urszula poślubiła krótko przed wojną barona Teodora Gery von Schweppenburga, natomiast Ivo został powołany w 1939 r. do Wehrmachtu i poległ w 1940 r. pod Amiens we Francji. Dziedzic majoratu Fryderyk zmarł w Lingen (Ems) w 1946 r., a jego małżonka Ilza w Bad Pyrmont w 1962 r.
W okresie międzywojennym, jak i zapewne już wcześniej, w odniesieniu do Jankowa funkcjonowało pojęcie majoratu i zamku. Majorat jankowski był swoistą formą ordynacji przewidującym dziedziczenie majątku ordynackiego przez najstarszego ze synów (w przypadku Jankowa przez córki) lub krewnego w przypadku braku potomków. Majoratem był również majątek w taki sposób odziedziczony. Główną zasadą tej formy własności był całkowity zakaz podziału przedmiotu dziedziczenia. Majorat Jankowo należał do Adolfiny Strussberg, która wraz z rodziną zamieszkiwała w pałacu zwanym Zamkiem Jankowo. Częścią majoratu, tj. folwarkiem Jankowo zarządzała Adolfina Strussberg, natomiast drugim folwarkiem, Ludwiniec, zarządzał zięć baron Fryderyk Rheinbaben. Majorat pozostawał jednak niepodzielną własnością ziemską, której następcą był zięć Rheinbaben. Jankowo liczyło 3500 mórg, folwark Jankowo 480 ha i folwark Ludwiniec 495 ha. Folwark przypałacowy zabudowany był nowoczesnymi budynkami inwentarskimi. Do dziś stojące budowle zdają się świadczyć o potędze tej majętności zorganizowanej na wzór kapitalistycznego przedsiębiorstwa rolno-spożywczego.
Po II wojnie światowej na mocy wydanego przez PKWN dekretu o reformie rolnej, z 6 września 1944 majątek ten jako należący do obywateli niemieckich został bez rekompensaty skonfiskowany. Ziemia przekazana chłopom bezrolnym i małorolnym rozparcelowana na gospodarstwa od 7 do 15 ha, w pałacu zamieszkało 28 rodzin, a folwark wykorzystany został na stworzenie miejscowego RSP. W wyniku takiej polityki władz PRL i reform rolnych pałac wraz z folwarkiem popadł w ruinę.
W latach 90. XX wieku kompleks parkowo-pałacowy przeszedł w ręce prywatne z zamiarem rewitalizacji. Na początku dość zaawansowane prace remontowo-konserwatorskie zostały podjęte zarówno na pałacu jak i w parku, jednakże nie zostały dokończone, a nieruchomość kilkakrotnie zmieniła właściciela.

### Drewniana głowa Bóstwa z Jankowa
Wszystko zaczęło się wiosną 1889 roku. Dziedzic neogotyckiego pałacu kazał swemu rządcy Pahlkemu uporządkować teren wyspy, wchodzącej w obręb parku dworskiego. Miano do niej pływać romantyczną gondolą. Dziedzic kazał wyspę obsadzić ozdobnymi egzotycznymi drzewami. Na wyspie odnalazł w trakcie kopania skorupy ceramiki, przęśliki, dziwnego kształtu kawałki drewna. Na samym brzegu odkopał tajemnicze pale oraz drewnianą głowę, wcale nie monumentalnych rozmiarów, jak chciałoby się zdawać. Mniejszą od głowy dorosłego człowieka. Miała tylko kawałeczek szyi i w spodzie otwór do osadzania na słupie. Pahlke, jak na prywatnego oficjalistę przystało, sporządził bardzo dokładny raport o tym, co znalazł. Ówczesne władze nie wykazały należytego zrozumienia dla odkrytego skarbu. Ten z kolei napisał list do niemieckiego towarzystwa historycznego w Poznaniu (Historische Geselscheft für die Provinz Posen), do którego dołączył stosowną dokumentację znaleziska. List nosił datę 5 kwietnia 1889. Głowa dostała się do Muzeum Archeologicznego w Poznaniu, z którego w czasie okupacji ukradli ją Niemcy. W Polsce pozostała jej kopia. Ale w międzyczasie archeolog-historyk niemiecki Kurt Langenheim poddał głowę badaniom i wysnuł tezę, iż głowa ta jest rzeźbą wikingów lub że została wyrzeźbiona przez skandynawskiego artystę. Całość swych badań opublikował w wydanym w Poznaniu w 1944 r. roczniku prahistorii. Artykuł ten nosi tytuł Der Kopf von Adolfinenhof Kreis Mogilno, eine Wikingische Holzplastik?. Co się tłumaczy, że artykuł traktuje o głowie z Jankowa, drewnianej rzeźbie wikingów.